# Спасская Полисть (деревня)
Спа́сская Поли́сть — деревня в Чудовском районе Новгородской области России. Входит в Трегубовское сельское поселение.

## География
Расположена 125 км южнее Санкт-Петербурга, на 547 км федеральной автомобильной дороги «Россия» М10 (E 105) между деревнями Трегубово и Мясной Бор. Здесь также начинается автомобильная дорога Спасская Полисть — Селищи — Малая Вишера — Любытино — Боровичи.
Западнее деревни в посёлке при станции Спасская Полисть есть одноимённая железнодорожная станция на железной дороге Чудово — ст. Новгород на Волхове — оставшийся участок, введённый в эксплуатацию 18 мая 1871 года железной дороги Чудово — Новгород — Шимск — Старая Русса (бо́льшая часть дороги не восстановлена после Великой Отечественной войны). Железная дорога однопутная, электрифицированная. На станции останавливаются пригородные поезда.

### Уличная сеть
В деревне есть 6 улиц: Барсукова, Водокачка, Железнодорожная, Лесная, Молодёжная и Сельскохозяйственная.

## Топоним
Название происходит от слова, уже вышедшего из употребления, — полисть, которое означает болото, топь, трясина. Здесь протекает небольшая река Полисть, слева впадающая в Волхов. Существует также местная легенда, что название происходит от князя Руса, героя «Сказания о Словене и Русе и городе Словенске», который одну из рек назвал в честь жены Полины — Полисть.

## История
В XVI веке здесь появилось поселение, которое получило название Полисть, затем в деревне построили церковь в честь Святого Спаса и тогда появилось новое название деревни — Спасская Полисть.
Название «Спасская Полесть» упоминается в книге А. Н. Радищева «Путешествие из Петербурга в Москву», где главный герой останавливается на ночлег в помещении почтовой станции и слушает разговор супружеской четы о злоупотреблениях новгородского наместника.
В годы Великой Отечественной войны в близлежащих лесах попала в окружение 2-я ударная армия генерала Власова.

## Население
| 2010 |
| ---- |
| 132  |

## Инфраструктура
В селе есть Спасско-Полистская молочнотоварная ферма ОАО «Трегубово» (бывший совхоз «Трегубово»).

## Транспорт
Доступна автомобильным и железнодорожным транспортом.